# Mei 2016
Dit artikel geeft een chronologisch overzicht van de belangrijkste gebeurtenissen per dag in de maand mei in het jaar 2016.

## Gebeurtenissen

### 1 mei
- Bij een aanslag met een autobom vóór het politiebureau in de Turkse stad Gaziantep komen twee politieagenten om het leven.
- Bij een schietpartij in de Turkse stad Nusaybin komen drie Turkse militairen om het leven. Koerdische militanten openden het vuur op de militairen.
- Bij een dubbele autobomaanslag bij een overheidsgebouw in de Iraakse stad Samawah komen zeker 32 mensen om het leven.
- Uit gelekte onderhandelingsdocumenten van vrijhandelsverdrag TTIP tussen de Europese Unie en de Verenigde Staten blijkt dat er weinig progressie is op het gebied van cosmetica die getest werd op dieren, het merkenrecht op champagne en de bescherming van bedrijven middels ISDS.

### 2 mei
- De Britse voetbalclub Leicester City wint voor het eerst in haar geschiedenis de Premier League.
- In de Turkse grensstad Kilis komt een man om het leven bij een raketaanval vanuit Syrië.
- Een rechter in Brazilië blokkeert de berichtendienst WhatsApp voor een periode van 72 uur wegens de weigering van telecomaanbieders om berichtenverkeer van verdachten van drugshandel ter beschikking te stellen aan justitie.
- De Servische kathedraal van de Heilige Sava in de Amerikaanse stad New York brandt volledig uit.
- Mark Selby wint het WK snooker voor de tweede keer in zijn carrière. In de finale is hij met 18-14 te sterk voor de Chinees Ding Junhui.

### 3 mei
- Het Italiaanse Hof van Cassatie bepaalt dat iemand die eten steelt uit honger, handelt uit nood en derhalve geen straf krijgt.
- Spanjaarden moeten op 26 juni aanstaande naar de stembus vanwege vervroegde verkiezingen voor het parlement.
- De olympische vlam is aangekomen in Brazilië, waar de 28e editie van de Olympische Zomerspelen enkele maanden later wordt gehouden.
- Volgens VN-chef Ban Ki-moon zijn er sinds het begin van de oorlog in Syrië zeker 730 artsen en verpleegkundigen omgekomen bij aanvallen op ziekenhuizen en klinieken.
- Als gevolg van El Niño kampt het zuiden en westen van India met droogte waardoor de oogsten mislukken.
- Een hogere rechter in Brazilië heft het Whatsapp-verbod op dat een lagere rechter gisteren instelde.

### 4 mei
- Ted Cruz stapt uit de race om het Amerikaans presidentschap nadat is gebleken dat zijn rivaal Donald Trump de voorverkiezingen bij de Republikeinen in de staat Indiana duidelijk heeft gewonnen. Ook de Republikeinse gouverneur John Kasich doet dit diezelfde dag nog.
- De Canadese provincie Alberta wordt geteisterd door bosbranden. Daardoor moeten ongeveer 90.000 mensen in de plaats Fort McMurray hun huis verlaten.
- In de Syrische provincie Aleppo gaat een 48-urig staakt-het-vuren in.

### 5 mei
- De premier van de Canadese provincie Alberta roept de noodtoestand uit in de provincie wegens hevige bosbranden, waardoor veel mensen al hun bezittingen kwijtraken.
- Volgens het Amerikaanse ministerie van Justitie is de anti-homowet in de staat North Carolina in strijd met de Civil Rights Act van 1964.
- De Amerikaanse staat Californië verhoogt de leeftijd waarop sigaretten verkocht mogen worden aan jongeren van 18 naar 21 jaar.
- De Turkse premier Davutoglu treedt af als leider van de AK-partij en als premier van het land wegens de dictatoriale houding van president Erdogan.
- Het Braziliaans Hooggerechtshof schorst parlementsvoorzitter Eduardo Cunha wegens corruptie. Hij is diegene die de afzettingsprocedure om eenzelfde reden tegen president Dilma Rousseff in gang heeft gezet.
- De Pakistaanse stad Pesjawar kampt met een rattenplaag.
- Bij een bombardement op een vluchtelingenkamp in Syrië vallen tientallen doden.
- Russische en Syrische militairen ruimen mijnen op in de Syrische ruïnestad Palmyra.
- Het Mariinski-orkest, onder leiding van de Russische dirigent Valeri Gergiev, geeft een concert in het Romeinse amfitheater van datzelfde Palmyra als muzikaal protest tegen de verwoestingen in die stad door terreurgroep IS.

### 6 mei
- De Schotse nationalistische partij SNP wint de verkiezingen voor het Schots parlement.
- Een jury in de Amerikaanse stad Los Angeles acht voormalig vuilnisman en seriemoordenaar Lonnie Franklin Jr., bijgenaamd de “Grim Sleeper", schuldig aan de moord op tien Afro-Amerikaanse vrouwen.
- India kampt met een hittegolf en de ernstigste droogte in decennia. Als gevolg hiervan kampen tien van de 29 staten met een watertekort.
- De Venezolaanse ziekenhuizen kampen met een tekort aan medicijnen en medische hulpmiddelen zoals injectienaalden.
- Al-Nusra-strijders veroveren een dorp ten zuiden van Aleppo op de Syrische regeringstroepen. Bij de gevechten vallen 73 doden.
- Paus Franciscus krijgt de Karelprijs toegekend voor zijn 'boodschap van hoop en aanmoediging' in de Europese vluchtelingencrisis.
- In Spanje wordt voor het eerst bij een foetus microcefalie vastgesteld als gevolg van het zikavirus.
- De Labour-politicus Sadiq Khan wint de verkiezingen om het burgemeesterschap van de Britse hoofdstad Londen. Hij wordt hiermee de eerste islamitische burgemeester van een Europese hoofdstad.
- Het Iers parlement kiest Enda Kenny opnieuw als premier van het land.

### 7 mei
- De wapenstilstand in de Syrische provincie Aleppo wordt met 72 uur verlengd.
- Kenia gaat twee grote vluchtelingenkampen sluiten omdat het land de veiligheid in de kampen niet kan garanderen.
- Uit protest tegen een nieuw bezuinigingsprogramma ligt het openbaar vervoer in Griekenland plat.
- Een Egyptische rechter veroordeelt zes medeverdachten van oud-president Morsi tot de doodstraf.
- In de Poolse hoofdstad Warschau gaan ruim tweehonderdduizend mensen de straat op om te demonstreren tegen de regering van premier Beata Szydło.

### 8 mei
- Bij een aanval op een politiewagen in een stad ten zuiden van de Egyptische hoofdstad Caïro komen acht politieagenten om het leven.
- Het Turkse leger schiet 55 IS-strijders dood in de Syrische stad Aleppo.
- Bij een botsing tussen twee bussen en een tankwagen op een snelweg in Afghanistan vallen zeker vijftig doden en meer dan zeventig gewonden.
- Een aardverschuiving eist tientallen mensenlevens in China.
- De Europese politiedienst Europol stuurt tientallen agenten naar vluchtelingenkampen in Griekenland en Italië om terroristen op te sporen.
- De Nederlandse voetbalclub PSV wordt voor de 23e keer landskampioen, door op de slotdag PEC Zwolle te verslaan.
- Het Griekse parlement stemt in met nieuwe hervormingen die nodig zijn om een derde steunpakket te krijgen. Dit betekent dat de Grieken een nieuwe bezuinigingsronde te wachten staat.

### 9 mei
- Zo'n 54 miljoen Filipijnse kiesgerechtigden kunnen een stem uitbrengen voor de presidentsverkiezingen.
- Michel Platini stapt op als voorzitter van de UEFA nadat het internationaal sporttribunaal CAS zijn door FIFA opgelegde schorsing reduceerde van zes tot vier jaar.
- Het International Consortium of Investigative Journalists zet een deel van de geheime documenten van de Panama Papers online.
- Werner Faymann treedt af als bondskanselier van Oostenrijk en als partijleider van de SPÖ.
- De brandweer geeft code rood af voor de Nederlandse provincies Gelderland, Zeeland en Overijssel vanwege de droogte aldaar.
- De Noord-Koreaanse leider Kim Jong-un wordt benoemd tot voorzitter van de Koreaanse Arbeiderspartij.
- Er vindt een Mercuriusovergang plaats.
- Interim-parlementsvoorzitter Waldir Maranhão verklaart het besluit van het Braziliaanse Lagerhuis om de afzettingsprocedure tegen president Dilma Rousseff op te starten ongeldig.

### 10 mei
- De Filipijnse politicus Rodrigo Duterte wint de presidentsverkiezingen in zijn land.
- Doordat honderden doden vielen bij aanvallen van zowel het Syrische leger als de rebellen in de Syrische stad Aleppo wordt de wapenstilstand in de stad met 48 uur verlengd.
- Bij een mesaanval op een treinstation bij de Duitse stad München vallen een dode en twee gewonden.
- In de Amerikaanse stad Oklahoma is de noodtoestand nadat tornado's het leven aan zeker twee mensen eisten.
- In navolging van haar buurlanden Nicaragua en Costa Rica sluit ook Panama zijn grens voor Cubanen.
- Interim-parlementsvoorzitter Waldir Maranhão trekt zijn beslissing om de eerdere stemming in het Braziliaanse Lagerhuis over de afzettingsprocedure van president Dilma Rousseff ongeldig te verklaren weer in.
- De Franse premier Valls voert de nieuwe arbeidswet per decreet in.

### 11 mei
- De Europese politiedienst Europol krijgt meer slagkracht om op te treden tegen terreur op het internet.
- Bij een grote anti-terreuractie in de Tunesische hoofdstad Tunis vallen twee doden.
- Drie bomaanslagen in de Iraakse hoofdstad Bagdad eisen aan bijna honderd mensen het leven. Terreurgroep IS eist de verantwoordelijkheid op voor de aanslagen.
- Het Italiaanse Huis van Afgevaardigden stemt in met een homowet die het mogelijk maakt dat homo's en lesbiennes geregistreerd mogen samenwonen.
- Milieudefensie sleept de Nederlandse staat voor de rechter, omdat de Europese norm voor stikstofdioxide wordt overschreden.

### 12 mei
- Na het Lagerhuis stemt ook de Braziliaanse Senaat voor een afzettingsprocedure en schorsing van presidente Dilma Rousseff, die achttien maanden zal duren. Vicepresident Michel Temer neemt voortaan haar taken waar als interim-president.
- De Britse premier Cameron opent een internationale anticorruptietop in Londen.
- Uit een rapport van ontwikkelingsorganisatie Oxfam Novib komt naar voren dat Nederland het grootste belastingparadijs is van de Europese Unie.
- De Britse centrale bank waarschuwt dat een Brexit volgens hen zou zorgen voor minder economische groei en een hogere werkloosheid en inflatie.
- De toenmalige directeur van het Russische antidopinglaboratorium, Grigori Rodtsjenkov, verklaart tegenover de Amerikaanse krant The New York Times dat tientallen Russische atleten, onder wie 15 medaillewinnaars, doping zouden gebruikt hebben tijdens de Olympische Winterspelen van 2014 in Sotsji.
- Bij een grote explosie in het zuidoosten van Turkije vallen zeker vier doden en zeventien gewonden.
- In Istanboel is een autobom ontploft in de buurt van een legerbasis. Daarbij zijn acht gewonden gevallen, vijf militairen en drie burgers. Het is niet duidelijk wie er achter de aanslag zit.[1]

### 13 mei
- Bij gevechten tussen het Turkse leger en Koerdische rebellen in het zuidoosten van Turkije komen acht Turkse militairen en vijftien Koerden om het leven.
- In de Spaanse gemeente Seseña worden zo'n 9000 mensen geëvacueerd vanwege een grote brand in een dumpplaats voor autobanden.
- De Oostenrijkse minister van Binnenlandse Zaken ziet af van plannen om grenscontroles in te stellen bij de Brennerpas, nabij de grens met Italië.
- Bij een aanslag in de Iraakse stad Samarra komen minstens zestien Iraakse supporters van de Spaanse voetbalclub Real Madrid om het leven.
- In de Surinaamse hoofdstad Paramaribo gaan duizenden mensen de straat op om te demonstreren tegen de regering van president Bouterse.
- Vanaf juli zet België zes F16 gevechtsvliegtuigen in tegen terreurgroep IS in Syrië.
- De Belgische luchtvaartmaatschappij VLM vraagt uitstel van betaling aan.

### 14 mei
- Het Amerikaanse farmaceuticaconcern Pfizer stopt de levering van zijn producten voor gebruik bij executies door middel van een dodelijke injectie.
- De Venezolaanse president Maduro roept de noodtoestand uit in het land voor een periode van zestig dagen om de nodige maatregelen te treffen voor het afslaan van een aanval door de Verenigde Staten en de Opec.
- Militante islamisten vermoorden opnieuw een 75-jarige boeddhistische monnik in een tempel in Bangladesh.
- Bij een vechtpartij op een begraafplaats in de Russische hoofdstad Moskou vallen drie doden en 23 gewonden.
- De Spaanse voetbalclub Barcelona wint voor de 24e keer de Primera División.
- Bij gevechten tussen Syrische regeringstroepen en IS-strijders in de stad Deir ez-Zor vallen zeker 25 doden.
- Een rechtbank in Egypte veroordeelt 51 mensen die vorige maand demonstreerden tegen het besluit van de Egyptische regering om twee eilanden in de Rode Zee aan Saoedi-Arabië te geven tot celstraffen.
- De Oekraïense zangeres Jamala wint met haar lied "1944" het Eurovisiesongfestival van 2016.

### 15 mei
- Bij een busongeluk in de Amerikaanse staat Texas komen acht mensen om het leven.
- Bij nog een busongeluk in het noorden van Peru komen meer dan tien mensen om het leven.
- Bij een bomaanslag op een gasfabriek in de Iraakse stad Taji komen elf mensen om het leven. Terreurgroep IS eist de verantwoordelijkheid voor de aanslag op.
- Bij een zelfmoordaanslag in de Jemenitische stad Al Mukalla komen zeker 25 doden mensen om het leven.
- De Nederlandse Formule-1-coureur Max Verstappen wint de Grand Prix van Spanje. Hiermee is hij de eerste Nederlander en de jongste coureur ooit die een Formule-1 race wint.
- De Belgische voetbalclub Club Brugge wint voor de 14e keer in haar geschiedenis (en voor het eerst in 11 jaar) de landstitel.
- De Portugese voetbalclub Benfica wint voor de 35e keer de Primeira Liga.
- Het Nederlands operagezelschap De Nationale Opera wint de International Opera Award in de categorie Opera Company of the year 2016.
- 24 dode grienden spoelen aan op de Mexicaanse kust.
- Blikseminslagen eisen meer dan 50 mensenlevens in Bangladesh.

### 16 mei
- In de Nederlandse hoofdstad Amsterdam gaat het Nationaal Holocaust Museum open.
- Bij vredesbesprekingen in Cuba komen de Colombiaanse regering en de Colombiaanse guerrillabeweging FARC overeen dat FARC-strijders die jonger zijn dan 15 jaar vrijkomen.
- Het Australisch Olympisch Comité geeft zijn sporters die afreizen naar de Olympische Spelen in Brazilië extra sterke condooms mee als beschermingsmaatregel tegen het zikavirus.
- De Israëlische regering geeft toestemming om mijnen te ontruimen bij de doopplaats van Jezus Christus. Het Israëlische leger plaatste na de Zesdaagse Oorlog in 1967 mijnen bij acht kerken nabij de doopplaats van Jezus na de verovering van de Westelijke Jordaanoever op Jordanië.
- Het Colombiaanse leger legt beslag op acht ton cocaïne. Het is hiermee de grootste drugsvangst ooit in het land.
- Bij bombardementen door de internationale anti-IS-coalitie ten noorden van de Syrische stad Aleppo komen zeker 27 IS-strijders om het leven.
- Zo'n 500 à 600 ton dode sardientjes spoelt aan op de Chileense plaats Toltén.
- In de Afghaanse hoofdstad Kabul gaan tienduizenden Hazara's de straat op om te protesteren tegen een geplande hoogspanningsleiding die door hun gebied gaat lopen.
- Bij accountantscontroles in Tanzania zijn zeker tienduizend spookambtenaren ontdekt. Ze verdienden samen een maandsalaris van omgerekend 1,8 miljoen euro.
- Israëlische duikers vinden in de Middellandse Zee een schat uit de Romeinse tijd bestaande uit duizenden munten en bronzen voorwerpen.
- Een aardverschuiving eist zeker zeventien mensenlevens in Indonesië.
- Bij 11 reddingsoperaties op de Middellandse Zee worden ruim duizend bootvluchtelingen gered.
- De Nederlandse zwemsters Maud van der Meer, Femke Heemskerk, Marrit Steenbergen en Ranomi Kromowidjojo winnen goud op de 4x100 meter vrije slag op het EK zwemmen in Londen.

### 17 mei
- In Wenen worden de vredesonderhandelingen tussen de Syrische regering en de rebellengroepen onder leiding van de Verenigde Naties heropgestart.
- In datzelfde Wenen vinden er ook vredesbesprekingen plaats tussen Armenië, Armeense separatisten en Azerbeidzjan over de betwiste regio Nagorno-Karabach.
- Bij drie bomaanslagen in de Iraakse hoofdstad Bagdad komen tientallen mensen om het leven.
- Vrachtwagenchauffeurs blokkeren wegen in Frankrijk uit protest tegen de bij decreet ingestelde arbeidswet.
- Het Amerikaanse OM doet onderzoek naar het Russische dopingbeleid. Dat meldt The New York Times.
- De burgerwacht in Nigeria vindt een schoolmeisje terug dat in 2014 met 220 anderen werd ontvoerd door terreurgroep Boko Haram.

### 18 mei
- De Amerikaanse presidentskandidate Hillary Clinton wint de Democratische voorverkiezingen in de staat Kentucky. Haar rivaal Bernie Sanders wint in de staat Oregon.
- Aardverschuivingen als gevolg van stortregens eisen aan minstens 35 mensen het leven in Sri Lanka.
- Voor het eerst in vier jaar leveren het Rode Kruis en de Rode Halvemaan hulpgoederen in de belegerde Syrische stad Darayya.
- Een bibliotheek in het Italiaanse Florence krijgt een brief van Christoffel Columbus uit 1493 over de ontdekking van Amerika terug van de Verenigde Staten.
- Het IMF en Oekraïne bereiken een akkoord over te nemen maatregelen om de economie van het land te hervormen in ruil voor noodleningen.
- De FIOD start een onderzoek naar mogelijke fraude bij FC Twente.
- Het Amerikaanse Huis van Afgevaardigden neemt een wetsvoorstel aan waarmee een bedrag van omgerekend 554 miljoen euro wordt gebruikt ter voorkoming van de  verspreiding van het zikavirus in de Verenigde Staten.
- Een blauwe diamant gaat voor een bedrag van 51 miljoen euro onder hamer op een veiling in Genève.
- De Spaanse voetbalclub Sevilla wint voor de vijfde keer de UEFA Cup.
- Volgens een oud-directeur van het Energieonderzoek Centrum Nederland wordt het hoogradioactief afval in de kernreactoren Petten op een onveilige en onwettige manier opgeslagen.
- Een aardbeving met een magnitude van 6,9 treft Ecuador. Hierbij vallen één dode en 85 gewonden.

### 19 mei
- Een Airbus A320 van EgyptAir met aan boord 66 mensen stort neer in de Middellandse Zee nabij Griekenland. (Lees verder)
- Bij een aanslag met een autobom in het noorden van Libië komen tientallen militairen om het leven. Terreurgroep IS eist de verantwoordelijkheid voor de aanslag op.
- Bij een bomaanslag en schietpartij in het noorden van Mali komen vijf Tsjadische VN-blauwhelmen om het leven.
- Het Syrische leger verovert het strategisch gelegen dorp Deir al-Asafir op de rebellen.
- Het Nigeriaanse leger bevrijdt 97 vrouwen en kinderen uit handen van terreurgroep Boko Haram. Onder hen is een van de 220 meisjes die in 2014 door de terreurgroep werd ontvoerd.
- Montenegro ondertekent NAVO-toetredingsdocument.
- Het Syrische regeringsleger verovert de strategisch gelegen stad Ar-Rutbah op terreurgroep IS.

### 20 mei
- Krachtens nieuwe Europese regels om het roken van tabak verder te ontmoedigen moeten tabaksfabrikanten vanaf heden afschrikwekkende afbeeldingen van onder andere een dode door een hartaanval, rotte tanden en een door kanker aangetaste long op pakjes sigaretten en shag zetten.
- Tsai Ing-wen is beëdigd als president van Taiwan.
- India en Pakistan kampen met extreme hitte. In het noordwesten van India bereikte de temperatuur 51 graden Celsius, hetgeen een nationaal warmterecord is.
- Mannen gewapend met machetes vermoorden een dorpsarts in Bangladesh.
- De Nederlandse voetbalclub FC Twente wint het Nederlands kampioenschap vrouwenvoetbal voor de vierde keer op rij.
- De Verenigde Naties slaan alarm over de wereldwijde temperatuurstijging.
- Een agent van de Amerikaanse Secret Service schiet een gewapende man dood bij het Witte Huis.
- Wereldpremière van het Altvioolconcert van Pēteris Vasks.

### 21 mei
- De Chinese autoriteiten arresteren 135 mensen wegens het verhandelen of toedienen van slecht opgeslagen of verlopen vaccins.
- Het Hoog Commissariaat voor de Vluchtelingen en een aantal West-Europese landen zeggen dat Turkije enkel zieke en laagopgeleide Syriërs laat doorreizen naar EU-landen.
- Oostenrijk stuurt extra grensbewakers naar de Brennerpas omdat buurland Italië niet voldoende slaagt in het indammen van de vluchtelingenstroom.
- Bij de uitbarsting van de vulkaan Sinabung op het Indonesische eiland Sumatra komen minstens zes mensen om het leven.
- De Britse voetbalclub Manchester United wint onder leiding van de Nederlandse trainer Louis van Gaal voor de twaalfde keer de FA Cup.
- Bij gewelddadige protesten in Chili tegen president Bachelet komt een beveiliger om het leven.

### 22 mei
- In Oostenrijk kunnen kiesgerechtigden naar de stembus voor presidentsverkiezingen.
- Bij een schietpartij op een parkeerterrein bij een muziekfestival in de Oostenrijkse gemeente Nenzing vallen drie doden, waaronder de schutter.
- Binali Yildirim wordt gekozen tot leider van de AK-partij. Hij volgt daarmee Ahmet Davutoğlu op als premier van Turkije die eerder opstapte na meningsverschillen met president Erdogan.
- In de Nederlandse stad Maastricht gaan ongeveer 1500 mensen de straat op om de sluiting van de Belgische kerncentrale Tihange te eisen.
- De Nederlandse zwemster Ranomi Kromowidjojo wint goud op de 50 meter vrije slag de EK zwemmen in Londen.

### 23 mei
- Bij een brand in een christelijke school in Thailand komen zeker zeventien schoolmeisjes om het leven.
- De Verenigde Staten en Vietnam komen overeen hun economische banden te versterken. Daarnaast wordt ook het wapenembargo tegen Vietnam opgeheven.
- Bij zeven aanslagen met autobommen in de door de Syrische regering gecontroleerde steden vallen meer dan honderd doden en honderdtwintig gewonden.
- Nabestaanden van de slachtoffers van de aanslagen in Parijs van november 2015 slepen de Belgische Staat voor de rechter wegens ernstige nalatigheid van de Belgische veiligheidsdienst.
- De onafhankelijke kandidaat Alexander Van der Bellen wint de Oostenrijkse presidentsverkiezingen.
- Bij 15 reddingsoperaties voor de kust van Libië worden 2000 bootvluchtelingen gered.
- Het Iraakse leger begint een offensief tegen terreurgroep IS in de door hun gecontroleerde stad Falluja.

### 24 mei
- De Braziliaanse minister van Planning Romero Jucá treedt af na het opduiken van een opname waarop hij het heeft over het dwarsbomen van het corruptieonderzoek naar olieconcern Petrobras, door president Dilma Rousseff uit haar ambt te zetten.
- De Griekse autoriteiten beginnen met het ontruimen van het vluchtelingenkamp Idomeni bij de Macedonische grens.
- De Peruaanse regering roept de noodtoestand uit voor een groot deel van de regio Madre de Dios wegens hoge concentraties kwik in de wateren in het gebied.
- De Amerikaanse frisdrankproducent The Coca-Cola Company kan in Venezuela geen frisdranken maken door een suikertekort in het Zuid-Amerikaanse land.
- Uit Amerikaanse satellietbeelden blijkt dat de Syrische luchtmachtbasis Tiyas, die gebruikt wordt door bondgenoot Rusland, bijna helemaal verwoest is door bombardementen.
- Franse autoriteiten doen inval bij het kantoor van Google in Parijs wegens vermeende belastingfraude.
- In Brussel gaan tienduizenden mensen de straat op om demonstreren tegen de hervormingsplannen van de regering-Michel I.
- Koerdische troepen en Arabische strijders beginnen een offensief tegen terreurgroep IS bij de Syrische stad Raqqa.
- Het Amerikaanse zaadveredelingsbedrijf Monsanto wijst het overnamebod van de Duitse chemieconcern Bayer af. Bayer bood eerder 62 miljard dollar, maar de topman van Monsanto vindt het bod te laag.

### 25 mei
- Griekenland voldoet aan de vooraf gestelde EU-voorwaarden en krijgt 10,3 miljard euro uit het Europese noodfonds ESM.
- Haibatullah Akhundzada volgt Akhtar Mansour op als leider van de Taliban.
- De leider van de ultra-nationalistische partij Yisrael Beiteinu Avigdor Lieberman wordt de nieuwe minister van Defensie van Israël.
- Bij een zelfmoordaanslag op een minibus met rechtbankmedewerkers in de Afghaanse hoofdstad Kabul vallen elf doden en vier gewonden. Terreurgroep Taliban eist de aanslag op.
- Het internationale arrestatiebevel tegen WikiLeaks-oprichter Julian Assange blijft van kracht. Dat heeft een rechtbank in Zweden bepaald.
- De Duitse coalitiepartijen CDU/CSU en SPD zijn het eens geworden over de verplichte spreiding van geregistreerde vluchtelingen alsmede een inspanningsverplichting voor hen om de Duitse taal te leren.
- Bij een gevangenenruil tussen Oekraïne en Rusland komen de Oekraïense pilote Nadja Savtsjenko en twee Russische militairen vrij.
- De Nederlandse schrijver Leon de Winter krijgt de Pim Fortuynprijs 2016 toegekend.
- Bij een schietpartij voor een concert van de Amerikaanse rapper T.I. vallen een dode en drie gewonden.
- Elf Amerikaanse staten stappen naar de rechter omdat ze het oneens zijn met het besluit van president Obama om transgenders zelf te laten kiezen naar welk toilet ze gaan.
- De Raad van State bepaalt dat mensen verplicht zijn om hun vingerafdrukken af te geven bij de aanvraag van een Nederlands paspoort. De verplichting geldt niet voor de aanvraag van identiteitskaarten.
- De Inspectie voor de Gezondheidszorg plaatst het Amphia Ziekenhuis in Breda en Oosterhout onder verscherpt toezicht wegens structurele tekortkomingen op het gebied van patiëntveiligheid.

### 26 mei
- De Franse verkeersleiders en de medewerkers van alle Franse kerncentrales staken uit protest tegen de per decreet ingevoerde arbeidswet.
- Het Federaal parket rolt een terreurcel met plannen voor een aanslag in Antwerpen op.
- 80 bootvluchtelingen verdrinken voor kust van Libië.
- Het Openbaar Ministerie in Nederland begint een onderzoek naar de uitlatingen op sociale media over Sylvana Simons. De Amsterdamse politie is bezig met een vooronderzoek naar de racistische uitspraken over haar op internet.
- Bij een explosie in een chemische fabriek in India vallen vijf doden en 92 gewonden.
- De Italiaanse kustwacht redt ruim 4000 bootvluchtelingen bij 22 reddingsoperaties voor de kust van Sicilië.

### 27 mei
- Barack Obama bezoekt als eerste Amerikaanse president de Japanse stad Hiroshima.
- Bij een ongeluk met een speedboot met 36 mensen aan boord in Thailand komen twee buitenlandse toeristen om het leven.
- De Israëlische minister van Milieu Avi Gabbay treedt af uit protest tegen de benoeming van de ultranationalist Yisrael Beiteinu als minister van Defensie.
- De Italiaanse Marine redt 135 bootvluchtelingen voor de kust van Libië; 45 anderen verdrinken.
- Het IMF keurt het Herstel- en Stabilisatieplan van de regering Bouterse goed en verstrekt een lening van bijna een half miljard dollar om de noodlijdende Surinaamse economie draaiende te houden.
- Bij bombardementen door de internationale coalitie onder leiding van de Verenigde Staten in de Iraakse stad Fallujah zijn de afgelopen vier dagen zeventig IS-strijders om het leven gekomen.
- Een rechtbank in Argentinië veroordeelt voormalig president en oud-generaal Reynaldo Bignone tot een gevangenisstraf van twintig jaar wegens betrokkenheid bij de uitschakeling van linkse dissidenten in het kader van Operatie Condor. Veertien anderen ex-militairen krijgen celstraffen van 8 tot 25 jaar opgelegd.

### 28 mei
- In de Nederlandse hoofdstad Amsterdam gaan zo'n duizend mensen de straat op om te demonstreren tegen het TTIP-handelsverdrag tussen de Europese Unie en de Verenigde Staten. Ook in de steden Den Haag, Utrecht, Eindhoven en Wageningen wordt gedemonstreerd tegen het TTIP.
- Bij opgravingen ten behoeve van de aanleg van een metrolijn in de Italiaanse stad Rome is een complete kazerne van de Romeinse keizer Hadrianus opgegraven.
- De Spaanse voetbalclub Real Madrid wint de Champions League door stadsgenoot Atlético Madrid in de finale na strafschoppen te verslaan. Na de reguliere speeltijd stond het 1-1 en in de verlengingen werd niet meer gescoord.
- De Panamese juridisch dienstverlener Mossack Fonseca sluit zijn kantoren in de Britse overzeese gebieden Jersey, Gibraltar en Isle of Man na in opspraak te zijn geraakt na het uitlekken van de Panama Papers.

### 29 mei
- De Pakistaanse regering stelt een reclameverbod in voor anticonceptiemiddelen.
- De Colombiaanse politie bevrijdt zo'n 200 seksslavinnen uit handen van criminele bendes.
- Bij een brand in een verpleeghuis in Oekraïne komen zeventien mensen om het leven.
- De Britse kustwacht redt negentien bootvluchtelingen uit Het Kanaal.
- De Nederlandse BMX'er Niek Kimmann wint goud op de tijdrit op het WK BMX in het Colombiaanse Medellín. Bij de vrouwen pakte de Australische Caroline Buchanan goud.
- De Belgische wielrenner Dries Devenyns wint de Ronde van België.
- De Italiaanse wielrenner Vincenzo Nibali wint voor de tweede keer de Giro d'Italia.
- De Amerikaanse autocoureur Alexander Rossi wint de 100ste editie van de Indy 500.

### 30 mei
- Overstromingen door hevige regenval in het zuiden van Duitsland eisen vier mensenlevens.
- Bij een verkeersongeluk in Venezuela komen twee Nederlandse toeristen om het leven.
- Het Iraakse leger start een offensief in Falluja om de stad te heroveren op terreurgroep IS.
- Een speciale rechtbank in Senegal veroordeelt Tjadische oud-president Hissène Habré tot een levenslange gevangenisstraf wegens misdaden tegen de menselijkheid, marteling en seksueel misbruik.
- Bij een bomaanslag in het zuidoosten van Turkije komen vier mensen om het leven.
- De Nederlandse judoploeg pakt op de slotdag van de World Masters in Mexico nog twee bronzen medailles. Guusje Steenhuis doet dat in de klasse tot 78 kilogram, Roy Meyer verovert brons bij de zwaargewichten (+100 kilogram). Daarmee komt de totale Nederlandse oogst op het prestigieuze toernooi in Guadalajara op vijf medailles.

### 31 mei
- De Braziliaanse minister van Transparantie Fabiano Silveira dient zijn ontslag in na het uitlekken van geheime geluidsopnames waarin hij een andere politicus advies geeft hoe die zich het beste kan verdedigen in het corruptieschandaal rond het staatsolieconcern Petrobras. Silveira was als minister in het kabinet Temer verantwoordelijk voor de bestrijding van corruptie.
- Bij een explosie in een groot munitiedepot van het Indiase leger in de staat Maharashtra komen minstens zeventien militairen om het leven.
- De Palestijnse organisatie Hamas executeert drie mensen op de Gazastrook vanwege moord.
- Gewapende mannen vermoorden zeker negen buspassagiers na de ontvoering van bijna tweehonderd van hen in Afghanistan. Het merendeel van de buspassagiers komt later vrij. Terreurgroep Taliban eist de gijzeling en aanslag op.
- Uit onderzoeksgegevens van de National Aids Control Organisation blijkt dat in de afgelopen anderhalf jaar ruim 2200 Indiërs besmet zijn geraakt met het hiv-virus na bloedtransfusies in ziekenhuizen in de staten Gujarat, Maharashtra en Uttar Pradesh en het territorium Delhi.

## Overleden
<< · januari · februari · maart · april · mei · juni · juli · augustus · september · oktober · november · december · >>